# 東海汽船

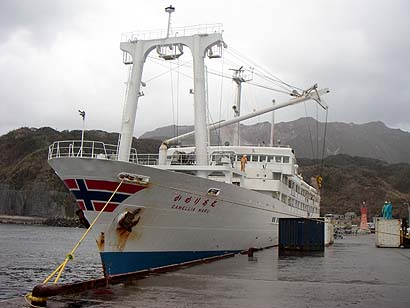
神津島港停泊中の「かめりあ丸」(現在は退役)

東海汽船株式会社（とうかいきせん）は、日本の海運会社。東京と伊豆諸島などを結ぶ航路を運航している。

## 概要
関連会社の伊豆諸島開発（伊豆諸島の各島間などのローカル航路）・神新汽船（下田から各島への航路）・伊豆七島海運（貨物航路）と一体的な航路運営を行っており、他の関連会社を含めて伊豆諸島および小笠原諸島への海運をほぼ独占している。
竹芝支店をのぞく島嶼部（伊豆大島・三宅島・八丈島）の各支店は代理店となっている（伊豆大島及び八丈島代理店は連結対象）。同様に熱海支店も代理店となっており、富士急マリンリゾートに業務が委託されている。

『ワシントンホテル』『小涌園』などを展開するホテル大手藤田観光が筆頭株主、また藤田観光の親会社DOWAホールディングス（旧・同和鉱業）が第2位株主であるが、これは戦後（GHQ支配下）の当社の経営危機にあたり、戦前に根津財閥（現・東武グループ）創始者根津嘉一郎や日産コンツェルンの支援を仰いだこともあった縁から、元日産コンツェルン総帥で全国中小企業団体中央会初代会長鮎川義介が、藤田観光創業者小川栄一に引き継がせ、藤田観光および同和鉱業が支援したことに由来する。
その他、かつては房総航路や東北地方・北海道に進出していたこともあった。房総航路は、ライバルとなる房総西線が本格的な車両・設備改良を行う1950年（昭和25年）頃までは競争力を保っていた。ただし進駐軍在留中は浦賀水道通過が軍艦優先となったため、度々ダイヤが乱れる原因となった。東北地方の航路では老朽化した船舶を使用していたほか、船賃が高水準にとどまるなど独占的地位にあって競争原理が働かなかったことから、三陸地方では地元の反感を買い、のちに地元資本によって設立された三陸汽船との競争の末に撤退を余儀なくされた。
主力の海運業の他にも、伊豆大島（東京都大島町）において子会社の大島旅客自動車が乗合バスの運行を行うほか、関連会社を通じて同島内でのホテル経営および、各島へのセメントや燃料等の販売なども手がけている。
なお、1966年（昭和41年）には、元町と三原山を結ぶ鉄道の免許を申請したが、運輸省（現・国土交通省）によって返付され、実現しなかった。

## 沿革
- 出典：
  - 回想の東海汽船客船 p.49-56、東海汽船の客船90年の歩み p.98-103、世界の艦船（海人社、1979年11月号）
  - 東海汽船100年の歩み p.108-113、世界の艦船（海人社、1989年11月号）

### 創業 - 終戦まで
- 1889年（明治22年）11月14日 - 当時の実業界の大立者渋沢栄一の構想と協力により東京湾汽船を設立する。翌15日、逓信省（現・総務省、日本郵政グループ、NTTグループ）の命令を受けて営業を開始。東京平野汽船組合、第二房州汽船、三浦汽船、内国通運の4社を母体とし、開業時の所有船舶は21隻、1.616総トン。初代社長は前田清輝。
- 1890年 - 東京湾汽船株式会社に改組する。
- 1900年 - 東北・北海道航路に進出する[4]。
- 1906年 - 貨客船「祝丸」が就航する。
- 1907年 - 「豆相丸」が就航する。
- 1911年 - 三陸汽船との競争に敗れ、東北・北海道航路から撤退する[4]。
- 1929年 - 旅客船「菊丸」が就航する。
- 1929年 - 旅客船「紅梅丸」が就航する。
- 1929年 - 貨客船「桐丸」が就航する。
- 1929年 - 貨客船「小桜丸」が就航する。
- 1929年 - 貨客船「藤丸」（初代）が就航する。
- 1929年 - 貨客船「萩丸」が就航する。
- 1930年 - 旅客船「東湾八郎丸（のち「鶴丸」に改名）」が就航する。
- 1931年 - 「千鳥丸」が就航する。
- 1932年 - 「松丸」が就航する。
- 1932年 - 「竹丸」が就航する。
- 1932年 - 「梅丸」が就航する。
- 1932年 - 旅客船「花丸」が就航する。
- 1932年 - 旅客船「月丸」が就航する。
- 1932年 - 「桂丸」が就航する。
- 1932年 - 「楓丸」が就航する。
- 1933年 - 旅客船「葵丸」が就航。
- 1933年 - 貨客船「あやめ丸」が就航する。
- 1933年 - 貨客船「さつき丸」（初代）が就航する。
- 1933年 - 「常磐丸」が就航する。
- 1935年 - 旅客船「すみれ丸」が就航する。
- 1935年 - 旅客船「橘丸」（2代目）が就航する。
- 1935年 - 「三宅丸」が就航する。
- 1937年 - 旅客船「芙蓉丸」が就航する。
- 1941年 - 旅客船「こうせい丸」が就航する。
- 1942年 - 「高砂丸」が就航する。
- 1942年8月28日 - 商号を東海汽船株式会社に変更する。
- 1943年 - 「第10東豫丸」が就航する。
- 1943年 - 「第11東豫丸」が就航する。
- 1943年 - 「第12東豫丸」が就航する。
- 1943年 - 「第15東豫丸」が就航する。
- 1943年 - 「第16東豫丸」が就航する。

### 戦後 - 2000年代以降
- 1947年 - 旅客船「あけぼの丸」が就航する。
- 1947年 - 貨客船「黒潮丸」が就航する。
- 1949年 - 旅客船「淡路丸」が就航する。1966年9月「藤丸」（2代目）に改名
- 1949年 - 大島開発株式会社を合併する。
- 1952年 - 旅客船「新淡路丸」が就航する。
- 1959年 - 貨客船「椿丸」が就航する。
- 1962年 - 貨客船「あじさい丸」が就航する。
- 1963年 - 房総観光株式会社を合併する。
- 1964年 - 東海汽船観光株式会社を設立する。
- 1964年 - 旅客船「さくら丸」が就航する。
- 1967年 - 旅客船「はまゆう丸」が就航する。
- 1968年 - 旅客船「さつき丸」（2代目）が就航する。
- 1969年 - 当社と近海郵船が折半出資し、小笠原海運株式会社を設立する。
- 1969年 - 旅客船「かとれあ丸」が就航する。
- 1971年 - 旅客船「ふりいじあ丸」が就航する。
- 1973年 - 旅客船「さるびあ丸」が就航する。
- 1977年 - 高速船「シーホーク」が就航する。
- 1978年 - 貨客船「すとれちあ丸」が就航する。
- 1980年 - 高速船「シーホーク2」が就航する。
- 1981年 - 伊豆七島海運株式会社を設立する。
- 1981年 - 旅客船「シーガル」が就航する。
- 1986年 - 貨客船「かめりあ丸」が就航する。
- 1988年 - 東京ヴァンテアンクルーズ株式会社を設立する。
- 1988年 - 貨客船「かとれあ丸」（2代目）が就航する。
- 1989年 - 創立100年を迎える。レストラン船「ヴァンテアン」、旅客船「シーガル」（2代目）就航。
- 1991年 - 貨客船「はまゆう丸」（2代目）が就航する。
- 1992年 - 貨客船「さるびあ丸」（2代目）が就航する。
- 1993年 - 伊東港運株式会社を設立する。
- 1997年 - 東海マリンサービス株式会社を設立する。
- 1998年 - 東海自動車サービス株式会社、東汽商事株式会社を設立する。
- 2000年 - 高速船「アルバトロス」が就航する。
- 2002年 - 超高速ジェット船（ジェットフォイル）「セブンアイランド愛[注釈 1]」「セブンアイランド虹」「セブンアイランド夢[注釈 2]」が就航する。
- 2003年 - 大島旅客自動車株式会社を設立し、直営のバス事業を移管する。
- 2013年4月1日 - 超高速ジェット船「セブンアイランド友」が就航する。
- 2014年6月8日 - 貨客船「かめりあ丸」が運航終了。
- 2014年6月10日 - 貨客船「かめりあ丸」が退役。
- 2014年6月27日 - 貨客船「橘丸」（3代目）が就航。
- 2014年9月16日 - 超高速ジェット船「セブンアイランド夢」が就航から無事故のまま運航終了。
- 2015年1月 - 超高速ジェット船「セブンアイランド大漁」が「セブンアイランド夢」の代替船として就航。
- 2016年2月 - 超高速ジェット船「セブンアイランド友」がクジラとみられる海洋生物と衝突する事故が起きる。
- 2020年5月29日 - レストランシップ事業「東京ヴァンテアンクルーズ」の撤退を取締役会で決議。
- 2020年6月25日 - 貨客船「さるびあ丸」（3代目）が就航する[6]。
- 2020年7月12日　- 超高速ジェット船「セブンアイランド虹」が運航終了。
- 2020年7月13日　- 超高速ジェット船「セブンアイランド結」が就航する[7]。
- 2021年5月21日　- 日本郵船株式会社から小笠原海運株式会社株式1%を取得し、小笠原海運を持分法適用会社から連結子会社へ変更[8]。
- 2024年7月24日　- 午前10時頃、竹芝桟橋発式根島行きの超高速ジェット船「セブンアイランド愛」が房総半島の南海上で操舵装置の故障により航行不能となる[9]。その後、通報により駆けつけた巡視艇と東海汽船が手配したタグボートにえい航され、翌25日早朝に伊豆大島の岡田港に到着。乗員・乗客に死傷者はなかったものの、乗客の中には体調不良を訴え嘔吐する者もいた[10]。

## 航路
大型客船（さるびあ丸・橘丸）
さるびあ丸(3代目)
- 東京 - 大島 - 神津島航路
  - 東京・横浜 - 伊豆大島 - 利島 - 新島 - 式根島 - 神津島
    - 横浜経由は復路土・日曜日（下記東京湾納涼船運航期間を除く）のみ。
- 東京湾納涼船

夏期のみ季節運航。東京港・竹芝桟橋から東京湾を巡って竹芝桟橋に戻る。浴衣着用の場合は料金が割引（平日のみ）になるほか、浴衣姿で踊る「ゆかたダンサーズ」が船内を盛り上げるなど浴衣にこだわっているのが特色。「さるびあ丸」が配船されている。
橘丸（3代目）
- 東京 - 三宅島 - 御蔵島 - 八丈島航路
  - 東京 - 三宅島 - 御蔵島 - 八丈島　
  - 繁忙期等には復路大島寄港便が設定されることがあり[11]、上記さるびあ丸より後に出港するため大島に長く滞在できる他、下記ジェット船に乗り換えることで東京に早く帰ることができる。

超高速ジェット船（セブンアイランド愛・セブンアイランド友・セブンアイランド大漁・セブンアイランド結）
- 東京 - 大島 - 神津島航路
  - 東京・久里浜・（館山） - 伊豆大島 - 利島 - 新島 - 式根島 - 神津島
    - 各島に寄港する便（各島便）が基本だが、季節によって様々な経由パターンが存在する。一例として久里浜経由（ピーク期以外）、館山経由（冬季のみ）など。詳細は時刻表・公式サイトなどを参照。

超高速ジェット船の投入により、利島・式根島などにも日帰りで訪れることが可能になった。ただし天候の影響を受けやすいため大型客船と比べ欠航率が高く、特に利島は就航率は低い。
- 熱海 - 大島航路
  - 熱海 - 伊豆大島
- 熱海 - 神津島航路
  - 熱海 - 神津島
    - ピーク期のみ運航。
- 下田 - 大島 - 館山航路
  - 下田 - 伊豆大島 - 館山
    - 冬季に運航。
- 熱海 - 伊東 - 稲取 - 大島航路
  - 熱海 - 伊東 - 稲取 - 伊豆大島
    - 稲取 - 大島便は例年2月、河津桜まつりと椿祭りの開催期間にあわせて運航。
    - 熱海から伊東・稲取両港を経由する便はない。

## 船舶
東海汽船では伝統的に客船や貨客船に花の名前を、高速船には鳥の名前を付けてきた。現在の高速ジェット船はこの慣例を破り、東海汽船の名誉船長である柳原良平が命名した。
貨客船
- 橘丸（3代目）

2011年11月9日、公式サイトにかめりあ丸代替船について発表された。2014年6月竣工。
- さるびあ丸（3代目）

2020年6月5日竣工、同年6月25日就航。6,099総トン、全長118m、全幅17m、航海速力20ノット。旅客定員1343名、コンテナ積載量38個。野老朝雄が船体カラーリングデザインを担当。
超高速ジェット船（ジェットフォイル）
2002年4月1日運航開始。就航率の向上を目指し少々の荒波でも運航が可能な高速船が求められジェットフォイルが選定された。航海速力は43ノットで、かつて東京 - 大島間に就航していた双胴高速船アルバトロスの37ノットを上回り、所要時間は2時間20分から1時間45分に短縮された。
最初に就航した3隻はいずれもシアトルで建造されたボーイング929-115型と称するタイプである。購入価格は3隻で27億円。これら3隻はいずれもジェットフォイルの建造ライセンスを持つ川崎重工業神戸工場で改装された。
2012年11月9日　繁忙期の増発便として高速ジェット船「友」の追加投入が発表されたボーイング社のライセンスを受けた川崎重工業が建造。2013年4月1日に就航した。
これら4隻のネーミングおよびカラーリングは同社名誉船長の柳原良平によるもの。
2014年2月16日　老朽化した高速ジェット船の代替船として中古高速ジェット船1隻の取得を発表した。
2014年8月25日 セブンアイランド夢の老朽化に伴う引退が発表された。また、引退日に併せて通常寄港しない港への特別クルーズ催行も同時に発表された。
本船引退後には、以前取得したジェット船が「セブンアイランド大漁」として投入され就航した。
2017年5月15日 セブンアイランド虹の代替船として新造ジェット船の導入を決定。野老朝雄がカラーリングデザインを担当し、国内では1995年以来25年ぶりの新造ジェットフォイルとなる。

セブンアイランド愛
1980年竣工（ボーイング製17番船）。279総トン（旧トン数表示）、全長27.4m、船客定員260名。
カラーデザインはハートがモチーフ。2000年10月まで加藤汽船・関西汽船が大阪港 - 神戸港 - 小豆島- 高松航路（ジェットライン）で「ジェット7」として運航していた。2024年7月24日、式根島へ航行中、房総半島の南海上で操舵装置の故障により航行不能となる事故を起こした。2025年7月10日、翌8月をもって引退する旨のプレスリリースが出された。

セブンアイランド友
1989年竣工（川崎重工業製2番船）164トン。（新総トン数表示）
以前は鹿児島商船「トッピー1」として鹿児島・指宿 - 種子島・屋久島航路に就航していた。

セブンアイランド大漁
1994年6月竣工（川崎重工業製14番船）165トン。新総トン数表記（愛、夢、虹は旧トン数表示）
以前はJR九州高速船で「ビートル5世」として福岡県博多港・対馬 - 大韓民国釜山港航路に就航していた。

セブンアイランド結
2020年6月30日竣工（川崎重工業製16番船）、同年7月13日就航。176総トン、全長27.36m、幅8.53m、船客定員241名。野老朝雄が船体カラーリングデザインを担当。

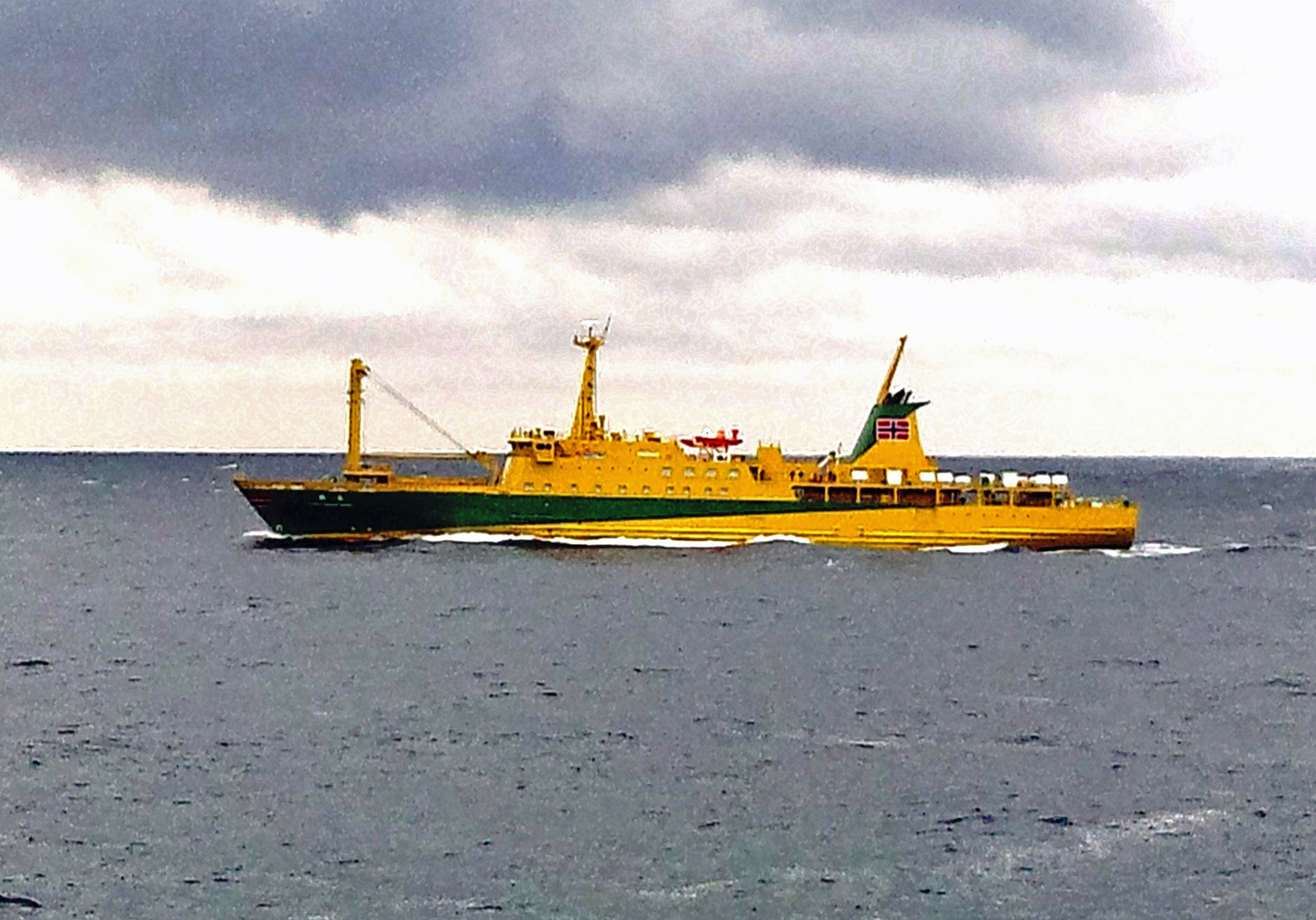
三代目　橘丸（三宅島・三池港沖）
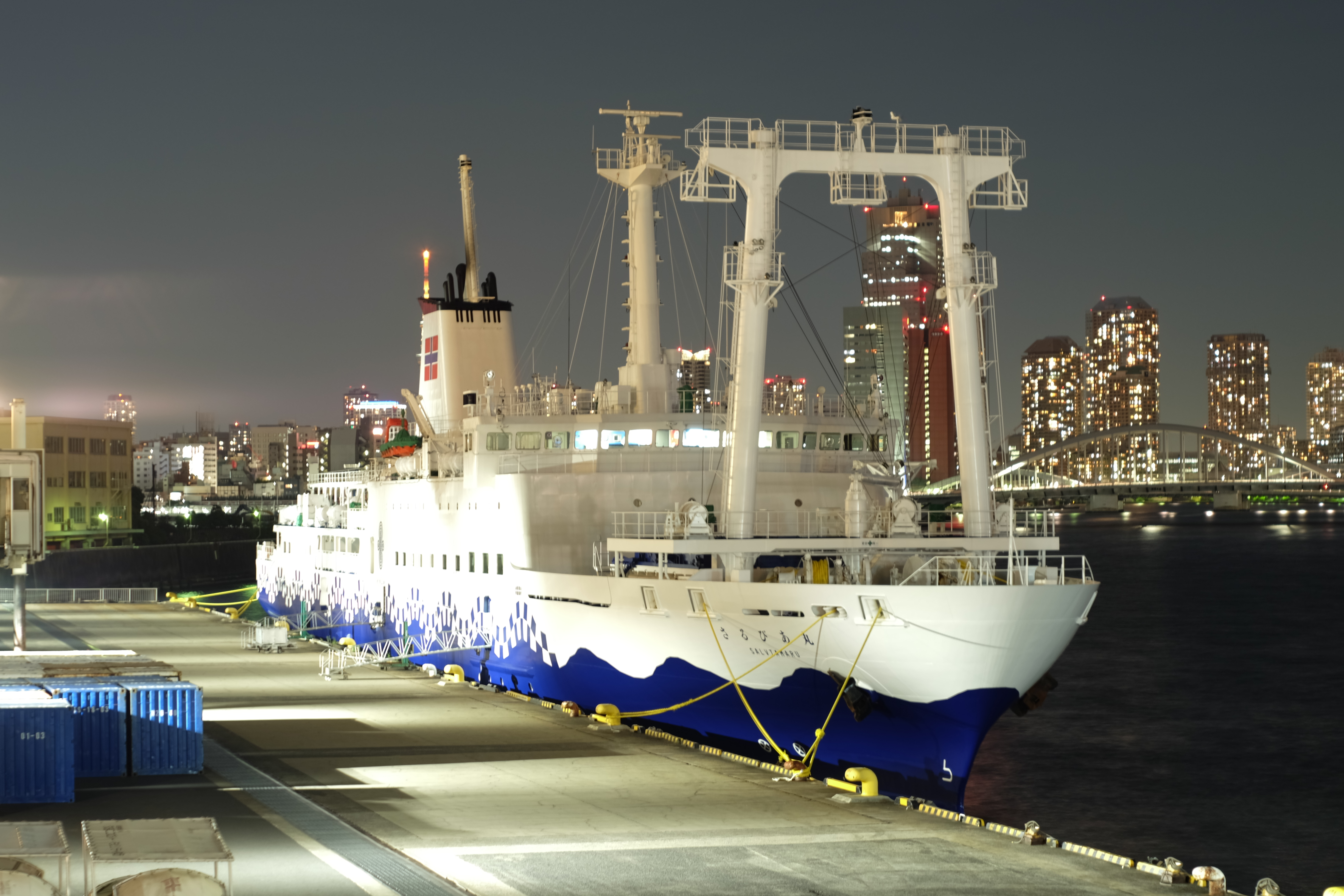
三代目　さるびあ丸（東京港）
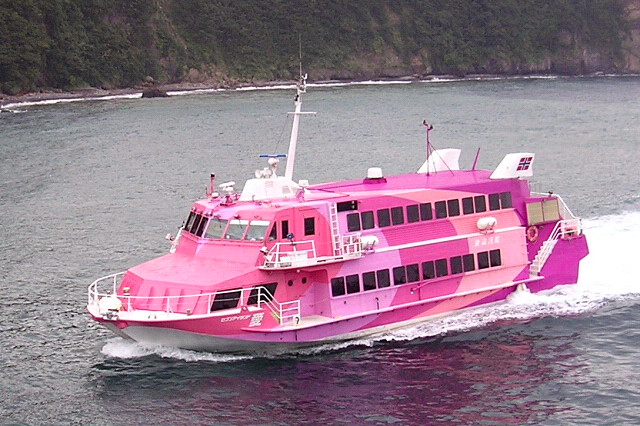
セブンアイランド愛（伊豆大島・岡田港）
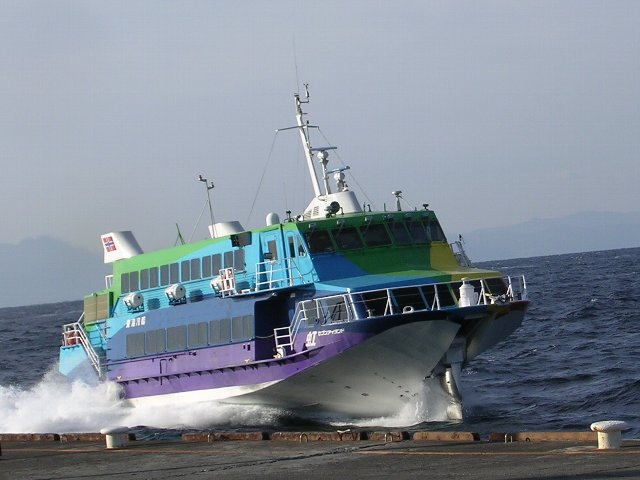
セブンアイランド虹（伊豆大島・元町港）
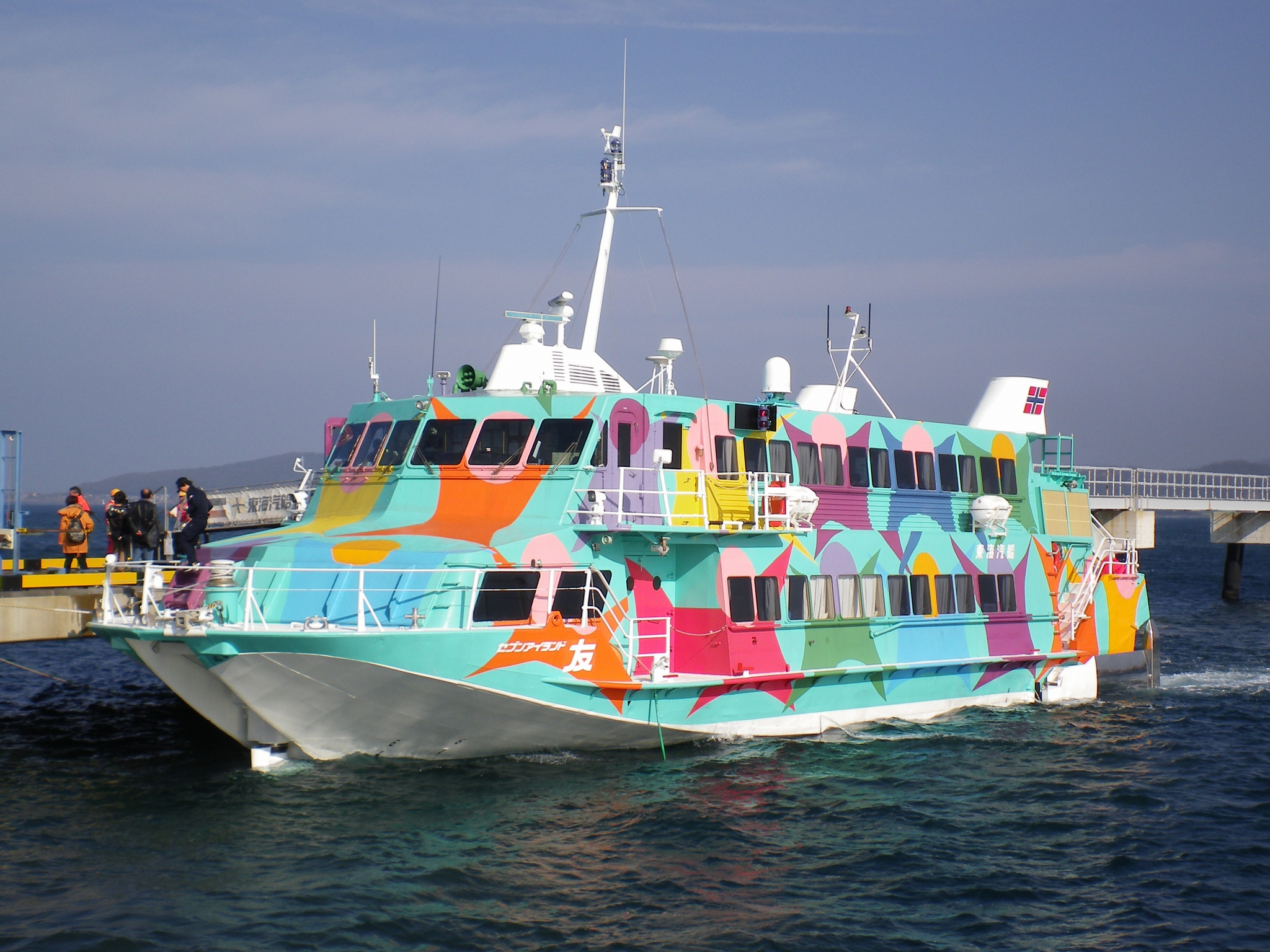
セブンアイランド友（千葉県・館山港）
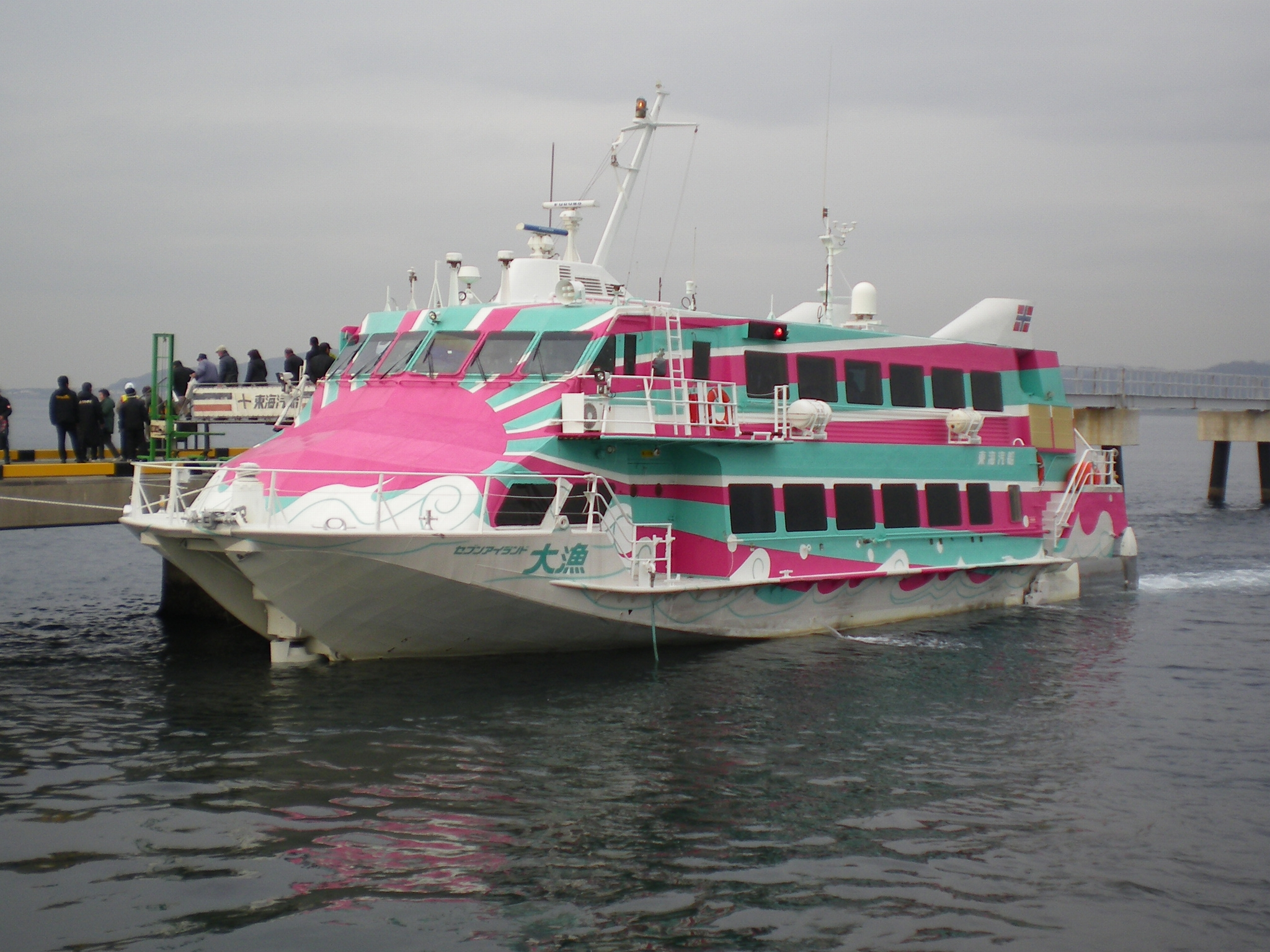
セブンアイランド大漁（千葉県・館山港）
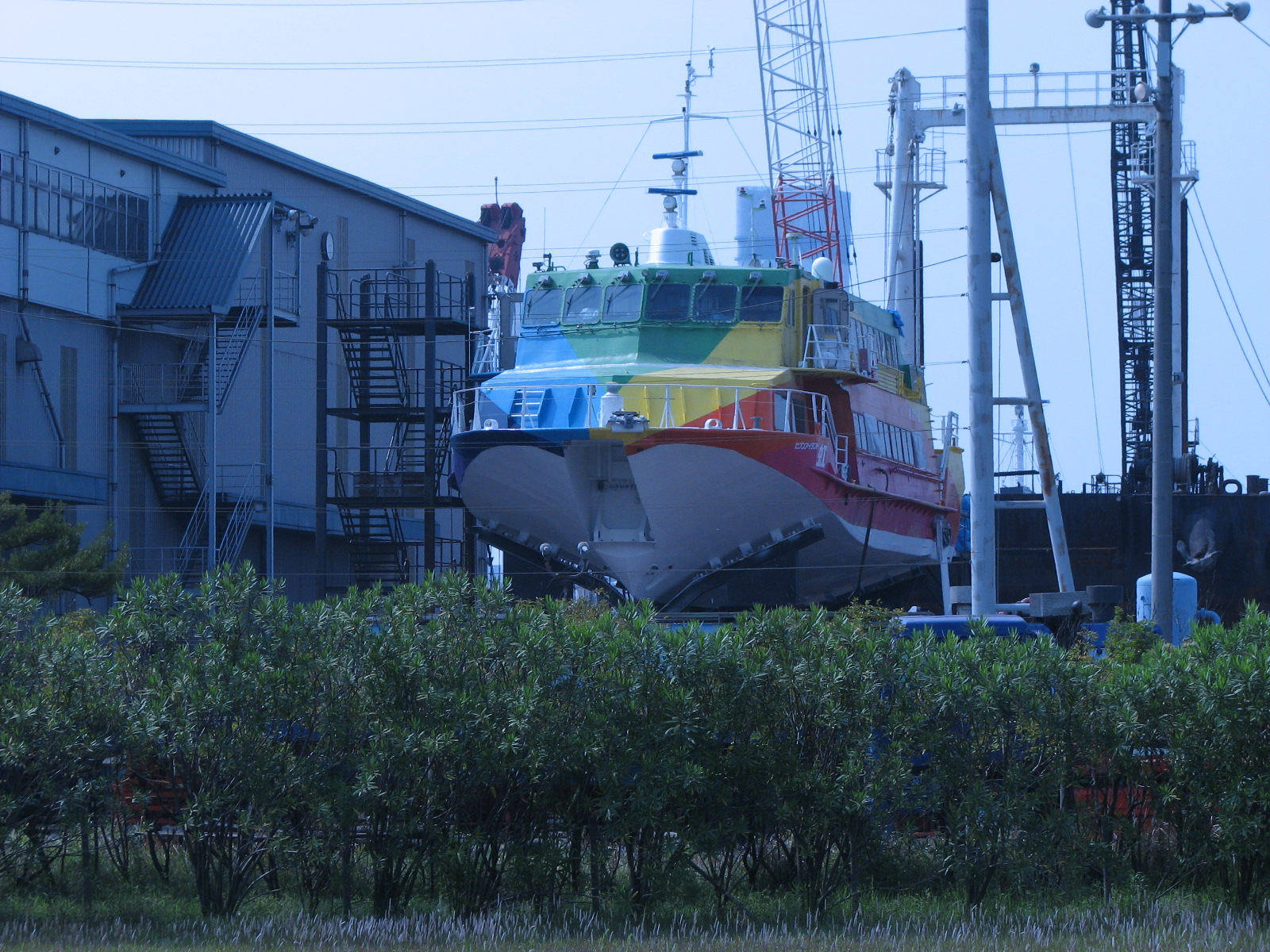
整備中のセブンアイランド虹（千葉県・富津）
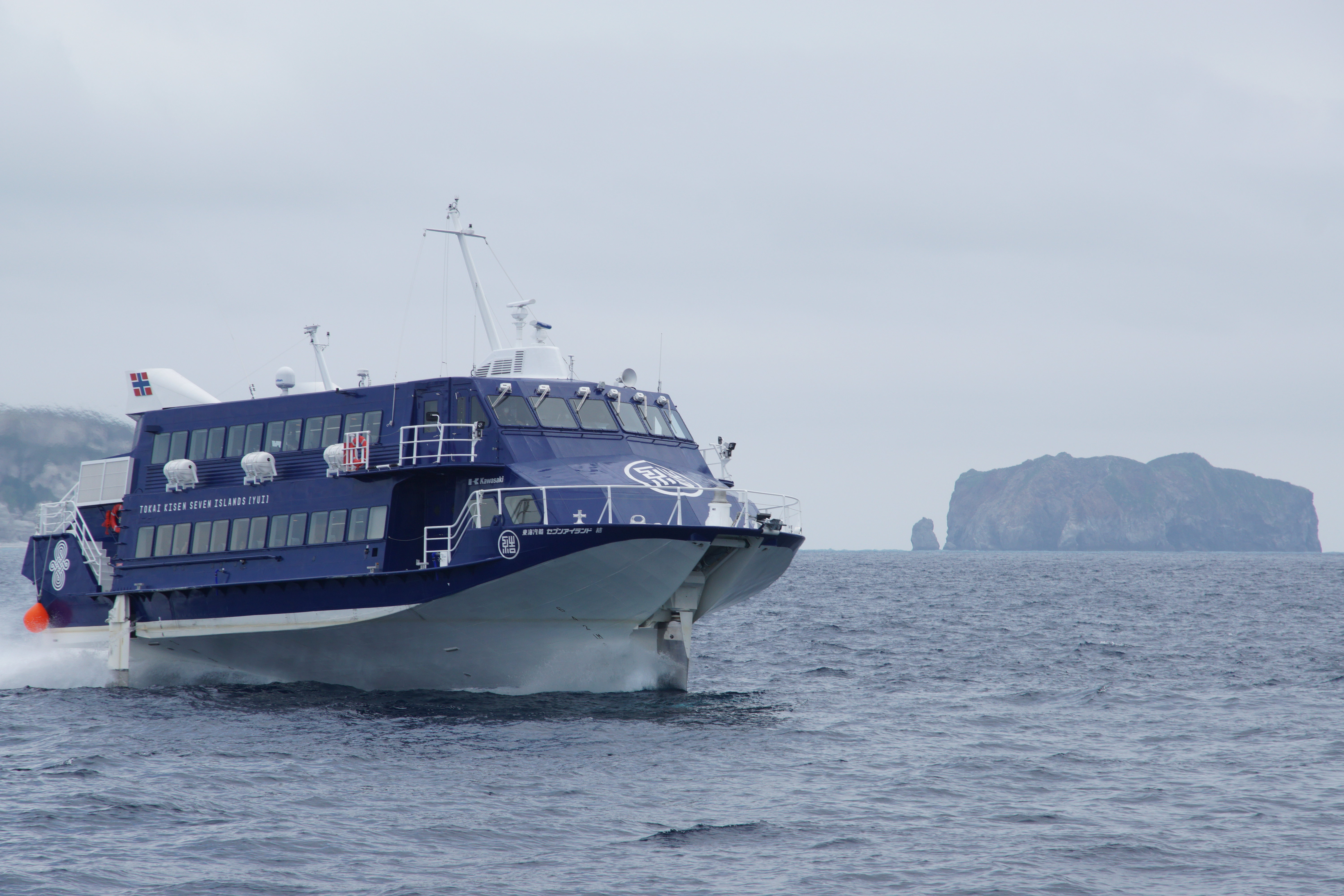
セブンアイランド結（式根島・野伏港）

※セブンアイランド各艇の1階席前面窓は、安全確保のため現在では鉄板で塞がれている。

### 過去に就航していた船舶
客船
さくら丸
1965年、横浜 - 江の島 - 大島航路に就航（同航路は1974年に休止） 1982年、タイに売却。
さつき丸
1966年、東海汽船より購入。1973年、小笠原海運に用船されていた椿丸の返却により引退、その後に解体。
はまゆう丸 (初代)
1967年就航。1984年、中国に売却。
かとれあ丸
1969年就航、1989年、かとれあ丸2の就航により引退。
ふりいじあ丸
1971年就航。すとれちあ丸就航後、貨客船に改造。1986年、加藤汽船に売却。
さるびあ丸 (初代)
1973年就航、1992年、貨客船さるびあ丸2の就航により引退、海外に売却。
かとれあ丸（2代目）
1989年就航。2001年、高速船就航により引退、海外に売却。
貨客船
あじさい丸
1962年就航。1978年、神新汽船設立時に移籍。1988年引退。
すとれちあ丸
1978年就航。2002年引退後、船体拡幅を伴う大規模改装を受け、特殊運搬船に用途変更。詳細はすとれちあ丸の項を参照。
かめりあ丸
退役後は「ADITHYA（アディダ）」に船名変更の上、インドネシア（スラウェシ島・カリマンタン島周辺）の航路に就役中。
さるびあ丸 (2代目)
1992年就航。2020年6月26日に運航終了。
高速双胴船
シーガル（初代）
1979年竣工、1981年就航。当時世界最大級の双胴旅客船。昭和天皇が生涯最後に乗った船であり、皇居での歌会始でも詠まれた。1989年に改良型のシーガル2に交替した。
シーガル（2代目）
1989年竣工、就航。当初の船名「シーガル２」は就航後数年使用されたが、後に「２」が外された。ジェットフォイルの就航に伴い2005年に運航を終了。退役後はタンザニアに売却され、船名はそのままでダルエスサラーム・ザンジバルの航路に就役。
アルバトロス
徳島高速船から払い下げられた船舶で、2001年から2003年まで就航。退役後は台湾に売却。
高速船
シーホーク
1977年竣工。初めて導入された全軽合金製高速船。伊豆航路で使用された。熱海から大島までの所要時間は在来船の約半分である1時間程度で非常に人気が高く、繁忙期には予約の取り難い状況になったため3年ほどでシーホーク2の建造につながった。退役後は甑島商船に売却された。
シーホーク2
1980年竣工。1986年の三原山大噴火に伴う全島民避難の際に約1200人の島民を脱出させる大活躍をした。1991年に老朽化により退役。
超高速ジェット船（ジェットフォイル）
セブンアイランド夢
1981年竣工（ボーイング製20番船）。287総トン（旧トン数表示）。
建造当初はベルギー船社でオステンデ - ラムズゲート（イギリス）航路に就航したが、その後ドイツを経てアメリカに渡り、2000年9月までフロリダのバームビーチとバハマのフリーポート間に就航していた。前の船名は「シージェット・クリステン (SeaJet kristen) 」。2014年9月16日をもって運航終了。

セブンアイランド虹
1981年竣工（ボーイング製19番船）。289総トン。（旧トン数表示）
船歴は「セブンアイランド夢」と同じ。前の船名は「シージェット・カラ (SeaJet kara) 」。2020年7月12日をもって運航終了。

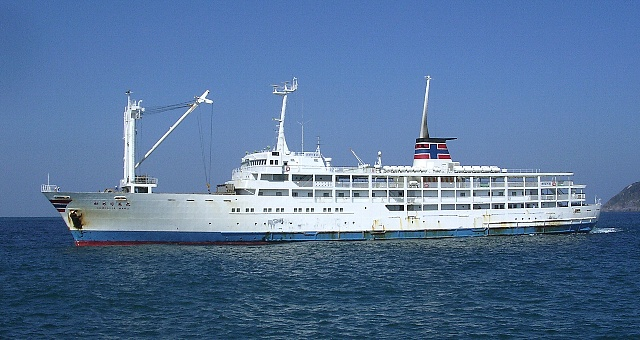
かめりあ丸（新島・黒根港）
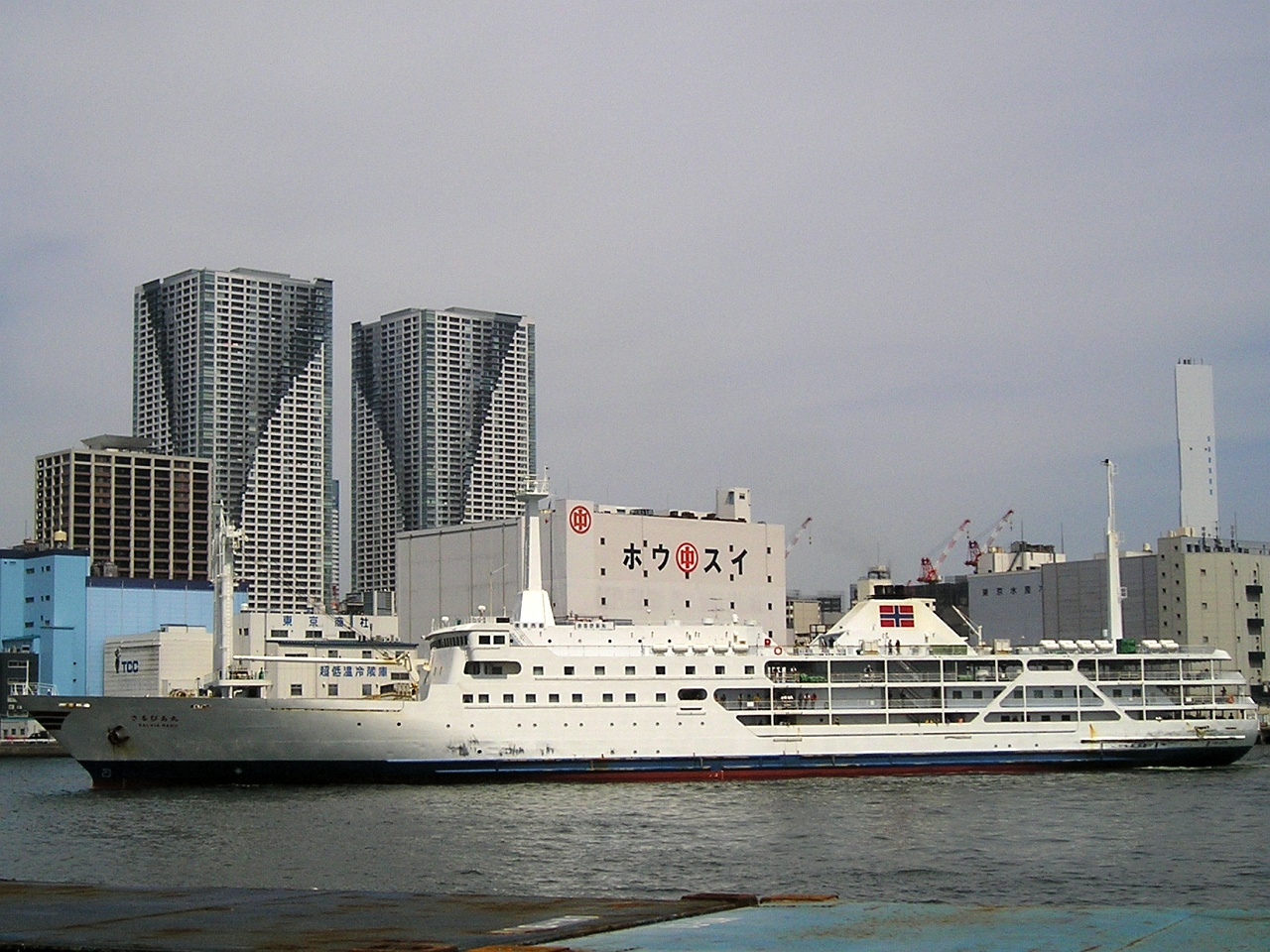
二代目　さるびあ丸（東京港）
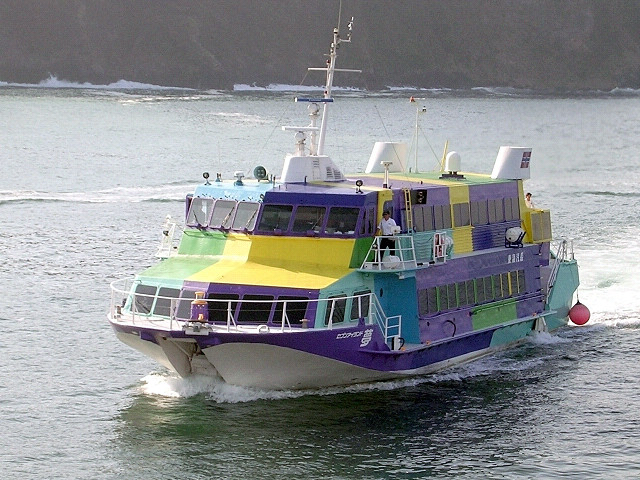
セブンアイランド夢（伊豆大島・岡田港）

## 三原山噴火災害による避難輸送
1986年（昭和61年）11月に発生した三原山（伊豆大島）噴火の際には、すべての便が運航を休止して伊豆大島へ向かい避難民を輸送した。
大島支店長の判断で稲取行きの高速船「シーホーク」による臨時便の運航を決定し、まず観光客400人を避難させた。その後、社長の決断により、まず式根島行きの臨時便（さるびあ丸）を欠航させて伊豆大島に向かわせたほか、定期便（すとれちあ丸）も急遽、乗船していた旅客を下船させた上で救援に向かうなど、使用可能なすべての船舶を稼働させ、全社を挙げて救出活動に協力した。なお、国土庁の対策本部による初動がほとんど機能しない中で、総理大臣官邸に設置された対策本部から同社宛に避難船提供要請があった時点で、東京発の一番船（さるびあ丸）は救援に向かうべくすでに東京湾外にあった。
噴火2時間後の18時30分、東京都は同社および海上保安庁・海上自衛隊に避難のための船舶の出動を要請したが、これに対し避難船として最初に接岸したのは高速船「シーホーク2」で、19時02分に388名を乗せ元町港から稲取に向かっている。同日22時50分、大島町長は全島民に島外への避難を指示し、10,526名の避難対象者の輸送が翌6時54分（熱海行き「シーホーク2」最終便）に終了した。避難輸送の内訳は、東海汽船7,407人・海上保安庁1,926人・海上自衛隊849人・漁船265人・その他79人となっている。同社が避難輸送の主たる役割を担ったことについては、離島からの避難という状況において、大型客船の輸送力と高速船の機動力が大きな役割を担ったことを実績で示している。
噴火7か月後の1987年6月22日、昭和天皇が見舞いのため伊豆大島を訪問したが、このうち復路は「シーガル」を利用した。なお、これが昭和天皇の生涯最後の船旅となった。
| 出航日 | 時間     | 船名                  | 避難先 | 輸送人員 |
| ------ | -------- | --------------------- | ------ | -------- |
| 21日   | 19時02分 | シーホーク2（第1便）  | 稲取   | 388人    |
| 21日   | 20時13分 | シーガル              | 熱海   | 386人    |
| 21日   | 20時45分 | シーホーク2（第2便）  | 稲取   | 400人    |
| 21日   | 21時37分 | かとれあ丸            | 伊東   | 1,300人  |
| 21日   | 23時08分 | シーホーク2（第3便）  | 稲取   | 334人    |
| 22日   | 0時19分  | さるびあ丸            | 東京   | 2,092人  |
| 22日   | 3時05分  | すとれちあ丸          | 東京   | 2,435人  |
| 22日   | 6時54分  | シーホーク2（最終便） | 熱海   | 72人     |

## 関連会社
- 大島温泉 - 大島温泉ホテルを運営。
- 大島旅客自動車 - 伊豆大島のバス運行事業者
- 小笠原海運 - 小笠原航路を運航する関連会社。
- 伊豆諸島開発
- 伊豆七島海運
- 東汽商事株式会社 - 船舶への飲食物の手配や納入を行う関連会社
- 東海マリンサービス - 竹芝桟橋に接岸する船舶の出入港補助などを行う関連会社。(海運代理店業)

## その他
- 大島・新島・神津島・三宅島・八丈島の各島では、海況により寄港地が変更となる。なお、同日でも便によって寄港地が変更されることがある。
- 東海汽船は「伊豆七島」「セブンアイランド」の表記を多用するが、同社が実際に就航している島は8つである（「伊豆七島」という用語については該当項目を参照）。
- 東京 - 三宅島・御蔵島 - 八丈島航路は大東亜戦争（太平洋戦争・第二次世界大戦）までは逓信大臣の命令を受けて当社が運航する命令航路、戦後（主権回復後）は離島航路整備法における整備航路の指定を受けており、赤字補填の補助金を受けているため運航経費が増大する航路高速化を行うことができない。また、コストパフォーマンスとして船舶の性能や航海資格上は「超高速ジェット船」をこれらの航路に運航することは可能であるが、仮に同航路に就航した場合の所要時間及び想定される運賃を考慮すると空路との競争力が劣ると想定されるため、極めて難しいとされる。
- 2009年6月、神奈川県藤沢市によるチャーター運航実施を機に、長らく廃止されていた江の島湘南港 - 大島の運航が年数回行われている。湘南港を拠点とした日帰り・宿泊ツアーが同社にて募集される。年度によって新島や神津島など、終着地が異なる[23]。
- 伊豆諸島民の生活物資を運搬する役割を担っているため海域が荒れ模様でも就航するケースがある一方で、就航海域の波高が比較的高い黒潮海域を通過する上に、台風のうねりを受けやすい海域でありながら満足な防波堤に乏しい島も多く、接岸技術が要求される。タモリ倶楽部の接岸特集では東海汽船の操業技術がグランプリとなった[24]。
- 上記の通り、離島航路ゆえに接岸難易度が高く、伊豆諸島の多くでは対角線上に二か所港を構えて、当時の天候や波高を加味して臨機応変に到着港を変更することがある。海が荒れて目的地に接岸できない可能性がある場合は東京出航前に「条件付き出航」が通知され、乗客は接岸できない可能性がある事を承知の上で乗船することになる。往路及び復路の両方で接岸できない場合は東京へ戻り、運行料金は返還される。特に、港が一か所のみで島の周囲が断崖絶壁となっている御蔵島は難易度が高く、就航率は通年で60%程度（他島は90～99%、利島は80%。御蔵島の冬季は更に下がり40%程度）となっている。